# Odilia Castro Hidalgo
María Odilia Castro Hidalgo (Santiago, Puriscal, 26 de octubre de 1908 - San José, 15 de abril de 1999) fue una profesora, comunista y feminista costarricense. Fundó la organización matriz que se habría de convertir en la Asociación Nacional de Educadores. Exiliada por sus actividades comunistas después de la Guerra Civil de Costa Rica, Castro regresó más tarde al país y fundó varios programas de bienestar social. Enseñó durante 32 años y se desempeñó como enfermera en Costa Rica y Venezuela. En 2006 fue admitida en la Galería de la Mujer del Instituto Nacional de la Mujer de Costa Rica (INAMU).

## Biografía
Nació en el distrito de Santiago, en el cantón de Puriscal, el 26 de octubre de 1908. Sus padres, que eran maestros, se mudaron cuando ella era joven a San José en busca de mejores oportunidades educativas. Castro asistió a la escuela secundaria de niñas, trabajó con campañas de alfabetización y templanza, y participó en seminarios de salud y campamentos de verano para niños de familias tuberculosas. Quiso estudiar medicina, pero el costo de un curso de médico o de enfermería estaba más allá de sus posibilidades y decidió dedicarse a la docencia. Se matriculó en la Escuela Normal de Heredia, obtuvo sus credenciales de maestra en 1929, y comenzó a enseñar en la Escuela Juan Rafael Mora. Durante ese período tomó clases nocturnas de enfermería.
Castro fue políticamente activa y alineada con la ideología de izquierda del Partido Comunista de Costa Rica. Ella y sus compañeras de docencia María Alfaro de Mata, María Isabel Carvajal, Adela Ferreto, Ángela García, Luisa González, Stella Peralta, Emilia Prieto, Lilia Ramos, Esther Silva y Hortensia Zelaya, quienes se habían radicalizado en la Escuela Normal (colegio de profesores), desafiaron una sociedad construida sobre privilegios caracterizada por los roles de las mujeres confinadas al hogar, el matrimonio y la maternidad. En 1939, asistió al Primer Congreso Internacional de Maestros, realizado en La Habana y regresando a casa fundó la organización Maestros Unidos, que luego se convirtió en la Asociación Nacional de Educadores. En la década de 1940, trabajó en «misiones culturales» para ayudar a los ciudadanos rurales a acceder a los servicios gubernamentales. En 1947, Castro representó a Costa Rica en el Primer Congreso Interamericano de Mujeres en la ciudad de Guatemala, que había sido organizado por la Liga Internacional de Mujeres por la Paz y la Libertad para discutir temas internacionales, incluido el sufragio femenino.
En 1948, se desempeñó como enfermera durante la guerra civil. Al final del conflicto bélico, José Figueres Ferrer ilegalizó el partido comunista, y envió a sus miembros al exilio. Castro estuvo exiliada viviendo tanto en México como en Venezuela, donde trabajó como enfermera y estudió trabajo social.
En 1964 representó a Costa Rica en Bogotá, Colombia en el seminario para líderes de bienestar social en América Latina. También asistió al Centro de Nutrición y Salud de San Pedro de Montes de Oca, durante la década de 1960. Castro fue fundadora y vicepresidenta de la Organización Ciudadana de Costa Rica y la Federación de Organismos Voluntarios. También fundó la Asociación de Maestros Jubilados y se desempeñó como su representante en la junta de pensiones y jubilaciones. Se desempeñó como vicepresidenta de la Asociación Pro National Children's Trust hasta su muerte.

## Fallecimiento
Castro Hidalgo falleció en San José, el 15 de abril de 1999 a los 90 años de edad. En 2006 ingresó en la Galería de Mujeres Destacadas del Instituto Nacional de la Mujer de Costa Rica (INAMU).